# Marjo Voutilainen
Marjo Voutilainen, née le 22 mars 1981 à Kuopio en Finlande, est une joueuse de hockey sur glace finlandaise.
Avec l'équipe de Finlande de hockey sur glace féminin, elle remporte la médaille de bronze olympique en 2010 à Vancouver. Elle a également participé aux Jeux olympiques d'hiver de 2002.

## Statistiques
| Année | Équipe   | Compétition |   | PJ | B | A | Pts | Pun | +/-                |  | Résultat |
| 2002  | Finlande | JO          | 5 | 0  | 1 | 1 | 2   | 1   | 4e                 |  |          |
| 2010  | Finlande | JO          | 5 | 1  | 0 | 1 | 4   | -3  | Médaille de bronze |  |          |

## Trophées et honneur personnel
- Médaille de bronze olympique de hockey sur glace féminin en 2010 à Vancouver (Canada).